# SP-413
A SP-413 é uma rodovia transversal do estado de São Paulo, administrada pelo Departamento de Estradas de Rodagem do Estado de São Paulo (DER-SP).

## Denominações
Recebe as seguintes denominações em seu trajeto:
Nome:	Norival Pereira Mattos, Rodovia
- De - até:	SP-425 - Usina Volta Grande - Divisa de Minas Gerais
- Legislação:	LEI 3.153 DE 02/12/81

## Descrição
Principais pontos de passagem: SP 425 - Usina Volta Grande (Divisa MG)

## Características

### Extensão
- Km Inicial: 0,000
- Km Final: 26,700

### Localidades atendidas
- Miguelópolis